# Jordan Metcalfe
Jordan Metcalfe (Kingston upon Hull, 24 maggio 1986) è un attore inglese.

## Biografia
Metcalfe è apparso nel ruolo di Jake ne Il naso della regina nel 2002 e ha recitato in altri film, tra cui Heartbeat e Casualty; è anche doppiatore  e ha lavorato in teatro. Metcalfe, che ha un fratello e una sorella, vive a Londra, dove studia alla Bristol University recitazione e drammatizzazione.

## Filmografia

### Cinema
- These Foolish Things, regia di Julia Taylor-Stanley (2005)
- Hearts & Minds, regia di Adam Tyler (2009)
- Pride, regia di Matthew Warchus (2014)
- Fractured, regia di Jamie Patterson (2016)
- Play the Game, regia di Sasha Nathwani - cortometraggio (2017)
- The Winter's Tale Live from Shakespeare's Globe, regia di Blanche McIntyre (2018)

### Televisione
- Il naso della regina (The Queen's Nose) - serie TV, 6 episodi (2003)
- Fungus the Bogeyman - miniserie TV (2004)
- Tre fantastiche tredicenni (Girls in Love) - serie TV, episodio 2x13 (2005)
- The Last Detective - serie TV, episodio 3x02 (2005)
- The Afternoon Play - serie TV, episodio 4x01 (2006)
- Maddigan's Quest - serie TV, 13 episodi (2006)
- Ultimate Force - serie TV, episodio 4x04 (2006)
- Papà e mamma sono alieni (My Parents Are Aliens) - serie TV, episodio 8x06 (2006)
- Heartbeat - serie TV, episodio 16x05 (2006)
- Casualty - serie TV, episodio 19x25-23x39 (2005-2009)
- Un genio sul divano (Genie in the House) - serie TV, 78 episodi (2006-2009)
- Doctors - serie TV, episodio 12x39 (2010)
- Misfits - serie TV, episodio 2x06 (2010)
- Tommy Cooper: Not Like That, Like This, regia di Benjamin Caron - film TV (2014)
- Wars - serie TV (2018)
- Padre Brown (Father Brown) - serie TV, episodio 7x02 (2019)